# Пестерева
Песте́рева (рос. Пестерева) — присілок у складі Юргамиського району Курганської області, Росія. Входить до складу Чинеєвської сільської ради.
Населення — 20 осіб (2010, 35 у 2002).